# پورنبا
پورنبا (به لهستانی:  Poręba) یک منطقهٔ مسکونی در لهستان است که در شهرستان زاویرچیه واقع شده‌است. پورنبا ۴۰٫۰۴ کیلومتر مربع مساحت و ۸٬۷۸۴ نفر جمعیت دارد.